# دانتي سيلي
دانتي سيلي (بالإنجليزية: Dante Sealy)‏ هو لاعب كرة قدم أمريكي في مركز الهجوم، ولد في 17 أبريل 2003 في بروكلين في الولايات المتحدة. لعب مع نادي دالاس.

## وصلات خارجية
- دانتي سيلي على موقع الدوري الأمريكي (الإنجليزية)
- دانتي سيلي على موقع قاعدة بيانات كرة القدم.إي يو (الإنجليزية)
- دانتي سيلي على موقع Soccerway.com (الإنجليزية)